# 織田寛広
織田 寛広（おだ とおひろ/ひろひろ）は、戦国時代の武将。尾張国上四郡守護代。官位は兵庫助、伊勢守。岩倉城主。

## 生涯
木ノ下城（後の犬山城）主・織田広近の子として誕生。幼名は千代夜叉丸。伯父である岩倉城主の尾張守護代「織田伊勢守家」の当主・織田敏広の養子となる。
文明13年（1481年）3月、養父の死後に家督を継いで岩倉城主となり、中島郡を除く尾張上四郡に加え、海西郡と山田郡の大半に勢力を築いた。後に主君の尾張守護・斯波義寛の一字「寛」の偏諱を受け、寛広と名乗ったとされる。
同年7月、父・広近と共に守護の斯波義寛に帰順して、貢ぎ物を送った。
同年8月、父と共に清洲城主の尾張下四郡守護代「織田大和守家」当主の織田敏定と上洛して、8代将軍・足利義政に尾張平穏の報告も兼ねて貢物を献上したという。長享元年（1487年）にも上洛、足利義尚による六角高頼征伐に参陣した斯波義寛に敏定と共に従軍した（長享の乱）。
明応3年（1494年）、土岐氏の家督争いである船田合戦が起こると、斎藤妙純方に付いた。大和守家の敏定・寛定父子が石丸利光方に付いたことや、寛広は養父の代に斎藤氏と縁戚関係を結んでいたためである。
明応4年（1495年）6月、斎藤方の援軍として敏定らと戦って破る。
明応4年、弟の織田寛近（津田武永）と共に石丸利光を攻めた。
明応5年（1496年）4月10日、織田両氏共に多数の戦死者を出していたため、斎藤妙純の仲裁で大和守家当主の織田寛村と一時的に和睦した。しかし、再度敵対したという（『大乗院寺社雑事記』に「尾帳（張）は又両人取合う」とある）。
同年5月10日、再び斎藤方へ援軍を送り、石丸方の居城・城田寺城を裏側を囲む。合戦は利光らが自殺して石丸方が敗北、織田大和守家の惨敗に終わるが、同年12月7日、妙純が近江国で戦死したため、斎藤氏の後ろ盾を失い織田伊勢守家は衰退、永正元年（1504年）以降、寛広の名は文献から途絶えた。
天文6年（1537年）頃には、跡を従兄とされる敏広の実子広高が継ぎ、その後、織田大和守家出身とされる織田信安が守護代として台頭する。